# Tuapanaf
Tuapanaf is een bestuurslaag in het regentschap Kupang van de provincie Oost-Nusa Tenggara, Indonesië. Tuapanaf telt 1777 inwoners (volkstelling 2010).